# 紋身 (歌曲)
紋身是瑞典女歌手羅琳的歌曲。由羅琳、吉米·「Joker」·托恩費爾、吉米·揚松、莫雅·卡爾貝克、彼得·博斯特倫和湯馬斯·格森共同創作，於2023年2月25日透過环球音乐發行單曲。歌曲代表瑞典參與2023年在英国利物浦舉辦的2023年欧洲歌唱大赛。羅琳最終以583分贏得比賽冠軍，成為繼強尼·羅根後，第二位奪得歐洲歌唱大賽冠軍的選手。

## 製作與發行
紋身由羅琳、吉米·「Joker」·托恩費爾、吉米·揚松、莫雅·卡爾貝克、彼得·博斯特倫和湯馬斯·格森共同創作，其中彼得·博斯特倫和湯馬斯·格森曾參與創作羅琳2012年的奪冠作品沉醉其中。歌曲每分鐘150拍，以升F大調創作。曲風方面，紋身是首強力抒情歌曲。美國全国公共广播电台的艾瑪·鮑曼（Emma Bowman）稱其為流行民謠，美國《纽约时报》稱其朗朗上口的舞曲。歌曲基本只有兩條旋律，首先是非常安靜且輕快的合成器，隨著歌曲進行，逐漸變得宏大、激昂。
紋身於2023年3月25日發行，歌曲發行不久便打破瑞典旋律节在Spotify上的紀錄，累積串流375,600次。5月6日，唱片公司發行不插電版。

## 歐洲歌唱大賽

### 國內選拔
按照慣例，歐洲歌唱大賽的瑞典代表皆由瑞典旋律节產生。今年比賽為期六周，羅琳成功進入2023年3月11日舉行的決賽。但在此之前，羅琳遭遇多次問題，先是歌曲被人洩露至網上，讓她差點因違反比賽規則而退賽；接著是半決賽期間遭遇抗議者闖入舞台，導致演出受阻，所幸羅琳獲得再次演出機會並順利晉級。在決賽，羅琳憑藉紋身，以觀眾評審合計177分獲得2023年瑞典旋律節冠軍，成為2023年欧洲歌唱大赛瑞典代表。

### 比賽表現

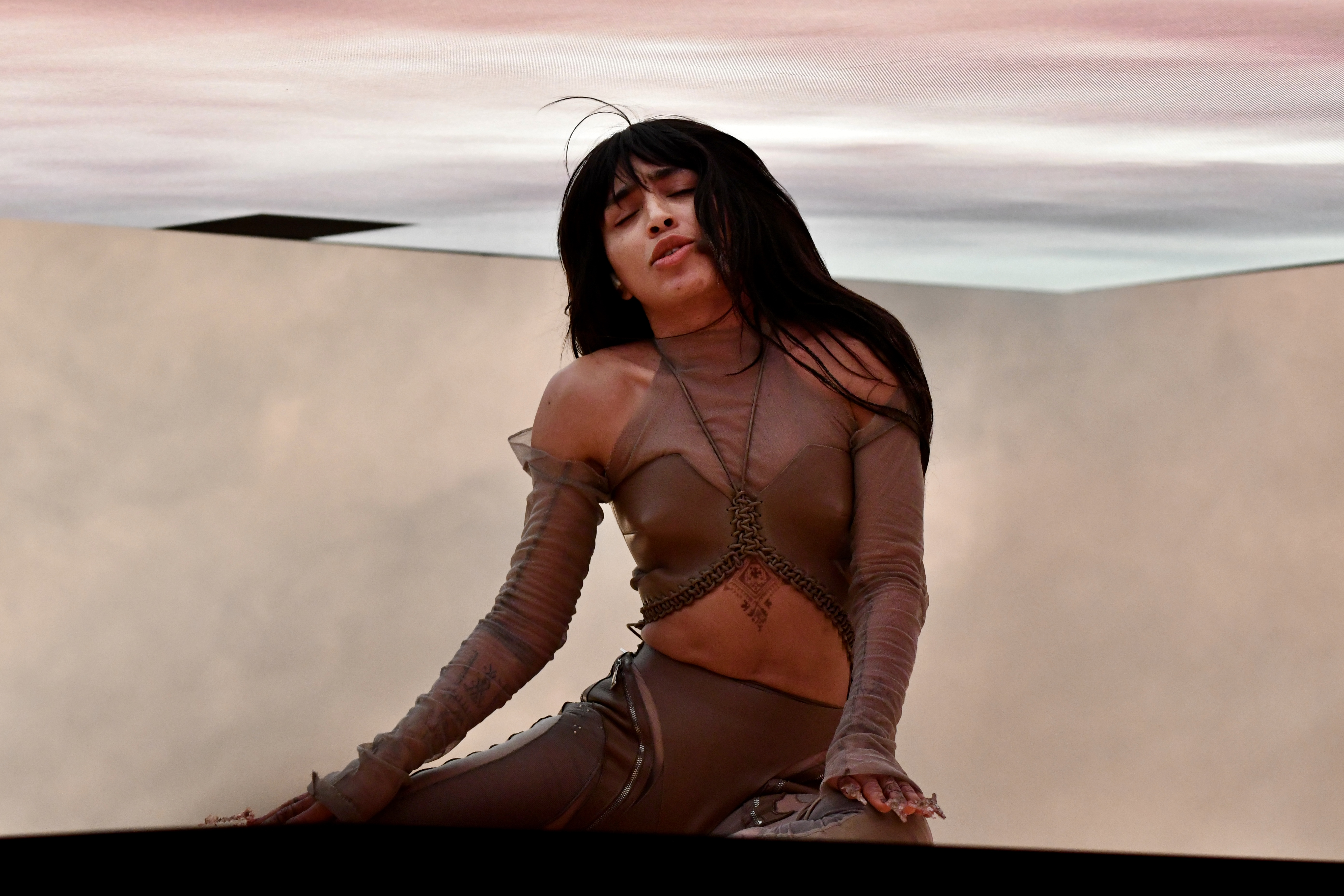
羅琳在2023年瑞典旋律節

本屆歐洲歌唱大賽於英国利物浦利物浦體育館舉行，經過「半決賽分配抽籤」，她被安排在2022年5月9日的第一場半決賽（Semi-final 1），是第11位演出者。表演一開始，羅琳躺在兩塊LED螢幕中間，隨著歌曲進行，她慢慢地分開。受限於場地和時間，也為了方便工作人員操作，歐洲歌唱大賽的裝置不及瑞典旋律節的巨大、沉重。這台機器也被人戲稱帕尼尼機、土司機還有日光浴機。
喬丹·霍夫曼為美國撰寫文章時稱羅琳的演出如同《沙丘》中的人跑去做日光浴。義大利雜誌的編輯卡拉·魯赫塔寧（Kara Luhtanen）也認同服裝很像《沙丘》，而這套樸實的造型與演出無比契合。英國《衛報》的史考特·布萊恩（Scott Bryan）認為本作不及沉醉其中震撼，但演出依舊亮眼。全国公共广播电台的艾瑪·鮑曼（Emma Bowman）稱相比近年來流行的誇張風格，這場演出偏向經典的流行歌曲形式。同樣來自全国公共广播电台的格倫·威爾登稱讚羅琳的歌聲不僅高水準，更重要的是她知道如何用情感填補舞台，只可惜什麼都好就是舞台不好。羅琳以135分的成績拿下第一場半決賽亞軍，成功晉升決賽。
決賽於5月13日舉行，羅琳被安排在第9位演出。最終羅琳以評審得分340分，觀眾得分243分，合計得分583分獲得2023年歐洲歌唱大賽冠軍。這是羅琳繼2012年拿下的第二座冠軍獎盃，瑞典以7次冠軍追平愛爾蘭的紀錄。羅琳也成為繼強尼·羅根（1980年、1987年）後，第二位奪得歐洲歌唱大賽冠軍的選手。憑藉其優異表現，羅琳獲頒馬塞爾·貝桑松獎「新聞獎」和「歌手獎」。瑞典國王卡尔十六世·古斯塔夫和希爾維亞王后透過皇室媒體祝賀羅琳的勝利。

## 專業評價
紋身獲得媒體盛讚。西班牙《机密报》將歌曲評為「2023年度十大歐洲歌唱大賽」第1，法國電視一台將歌曲列入「2023年度最愛歐洲歌唱大賽歌曲」之一，瑞典《每日新闻报》評選為「第一場半決賽之五大矚目歌曲」之一。美国娱乐网站的強·歐布萊恩（Jon O'Brien）評選本作為「2023年度最佳歐洲歌唱大賽歌曲」，稱紋身不論用聽的還是看的，無疑是當之無愧的冠軍；但查理·哈丁（Charlie Harding）和內特·斯隆（Nate Sloan）持相反意見，他們更喜歡芬蘭選手凯里耶的恰恰恰，評價歌曲不像那些為了贏得推算而作的歌曲，紋身更像是歐洲歌唱大賽的教科書。
挪威《每日雜誌報》給予5/6分，評論表示歌曲不免讓人想起羅琳2012年的奪冠作品沉醉其中，雖然她可能是當晚鼻音最重的歌手，但強而有力的歌聲仍受大家喜歡。英國《Time Out》的基婭拉·威爾金森（Chiara Wilkinson）認為歌曲充滿力量，暴風般的投影圍繞在羅琳身邊，配合著合成器的音色來到高潮，可它仍不及沉醉其中。Wiwibloggs的內部評審團給予歌曲9.31/10分，評審團稱紋身有著絢麗的弦樂、出色的人聲表現，亮眼的舞台表現只是錦上添花，這一切都歸功於羅琳無可挑剔的歌聲和演出。

## 商業成績
歌曲發行首週空降瑞典最熱榜冠軍，並連續4週登上排行榜冠軍。隨著欧洲歌唱大赛的熱度，紋身順利登上其他國家音樂排行榜，它在《告示牌》Billboard Global 200排名第15名，成功奪得奧地利、比利时、希臘、冰島、以色列、拉脫維亞、盧森堡、荷蘭、瑞士等地排行榜冠軍。

## 參與名單
來源：Qobuz
- 湯馬斯·格森（英语：Thomas G:son） – 製作人、詞曲創作
- 吉米·揚松（英语：Jimmy Jansson） – 製作人、詞曲創作
- 吉米·「Joker」·托恩費爾（英语：Jimmy Thörnfeldt） – 詞曲創作
- 艾瑞克·霍爾姆（Erik Holm） – 小提琴、聯合演出
- 克里斯多福·歐曼（Christopher Öhman） – 小提琴、聯合演出
- 艾瑞克·阿溫德（Erik Arvinder） – 樂團首席、聯合演出
- 彼得·博斯特倫（英语：Peter Boström） – 製作人、弦樂編曲、混音工程、聯合演出、錄音室人員、詞曲創作
- 馬帝亞斯·比隆德（Mattias Bylund） – 弦樂編曲、聯合演出、
- 拉爾斯·諾格倫（Lars Norgren） – 母帶工程、錄音室人員、
- 馬汀·斯滕松（Martin Stensson） – 小提琴、聯合演出
- 米卡爾·修格蘭（Mikael Sjogren） – 小提琴、聯合演出
- 羅琳 – 主唱、主藝人、聯合演出、詞曲創作
- 馬帝亞斯·約翰松（Mattias Johansson） – 小提琴、聯合演出
- 康尼·林德格倫（Conny Lindgren） – 小提琴、聯合演出
- 丹妮拉·邦菲格利奧利（Daniela Bonfiglioli） – 小提琴、聯合演出
- 西格莉德·格拉尼特（Sigrid Granit） – 低音提琴、聯合演出
- 西蒙娜·邦菲格利奧利（Simona Bonfiglioli） – 小提琴、聯合演出
- 亞歷山大·萨特斯特罗姆（Aleksander Sätterström） – 小提琴、聯合演出
- 保羅·瓦特曼（Paul Waltman） – 小提琴、聯合演出
- 奧薩·斯特里德（Åsa Strid） – 大提琴、聯合演出
- 巴爾·埃里克森（Bård Ericson） – 低音提琴、聯合演出
- 楊尼卡·古斯塔夫松（Jannika Gustafsson） – 小提琴、聯合演出
- 佩勒·漢森（Pelle Hansen） – 大提琴、聯合演出
- 大衛·布庫文斯基（David Bukovinszky） – 大提琴、聯合演出
- 莎拉·克羅斯（Sarah Cross） – 小提琴、聯合演出
- 安娜·斯特凡松（Anna Stefansson） – 小提琴、聯合演出
- 金·赫爾格倫（Kim Hellgren） – 中提琴、聯合演出
- 艾瑞克·烏西耶爾維（Erik Uusijärvi） – 大提琴、聯合演出
- 克里斯蒂娜·維尼阿爾斯基（Kristina Winiarski） – 大提琴、聯合演出
- 莫雅·卡爾貝克（英语：Cazzi Opeia） – 背景和聲、聯合演出、詞曲創作
- 托芙·倫德（Tove Lund） – 小提琴、聯合演出
- 布魯斯克·贊格納（Brusk Zanganeh） – 小提琴、聯合演出
- 洛拉·托倫特（Lola Torrente） – 小提琴、聯合演出
- 維達·安德松·馬林克（Vidar Andersson Meilink） – 中提琴、聯合演出
- 卡爾·瓦林（Carl Vallin） – 小提琴、聯合演出

## 榜單表現
| 排行榜（2023年）                                | 排名 |
| ----------------------------------------------- | ---- |
| 奧地利（Ö3四十強單曲榜）                        | 1    |
| 比利时佛兰德（Ultratop單曲榜）                  | 1    |
| 比利時瓦隆（Ultratop單曲榜）                    | 1    |
| 保加利亞（Prophon）                             | 3    |
| 加拿大（《告示牌》Canadian Digital Song Sales） | 37   |
| 獨立國協（Tophit電台榜）                        | 4    |
| 克羅埃西亞（《告示牌》Croatia Songs）           | 5    |
| 克羅埃西亞（克羅埃西亞電台榜）                  | 4    |
| 捷克（電台百大單曲榜）                          | 10   |
| 捷克（百強數位單曲榜）                          | 9    |
| 丹麥（Hitlisten）                               | 13   |
| 厄瓜多（拉美監控盎格榜）                        | 8    |
| 芬蘭（芬蘭官方單曲榜）                          | 3    |
| 法國（法國唱片出版業公會單曲榜）                | 28   |
| 德國（德國官方榜單）                            | 7    |
| 全球（Billboard Global 200）                    | 15   |
| 全球（Billboard Global Excl. US）               | 7    |
| 希臘（國際唱片業協會希臘分會國際單曲榜）        | 1    |
| 匈牙利（四十強單曲榜）                          | 5    |
| 冰島（Plötutíðindi）                            | 1    |
| 愛爾蘭（愛爾蘭唱片音樂協會单曲榜）              | 3    |
| 以色列（mako熱單）                              | 23   |
| 以色列（熱單） 不插電版                         | 29   |
| 以色列（媒体森林國際榜）                        | 1    |
| 意大利（意大利音乐产业联盟）                    | 24   |
| 拉脫維亞（歐洲熱門電台）                        | 1    |
| 立陶宛（AGATA）                                 | 2    |
| 盧森堡（《告示牌》Luxembourg Songs）            | 1    |
| 墨西哥（拉美監控盎格榜）                        | 10   |
| 荷蘭（荷蘭四十強單曲榜）                        | 1    |
| 荷蘭（百大單曲榜）                              | 1    |
| 新西兰（新西兰唱片音乐协会熱門單曲榜）          | 19   |
| 挪威（VG-lista單曲榜）                          | 2    |
| 波蘭（波蘭百大電台榜）                          | 2    |
| 波蘭（波蘭百大串流榜）                          | 4    |
| 葡萄牙（葡萄牙唱片業協會）                      | 15   |
| 羅馬尼亞（《告示牌》Romania Songs）             | 18   |
| 羅馬尼亞（媒体森林國際電台榜）                  | 4    |
| 俄羅斯（Tophit電台榜）                          | 7    |
| 斯洛伐克（電台百大單曲榜）                      | 21   |
| 斯洛伐克（百強數位單曲榜）                      | 23   |
| 西班牙（西班牙音樂製作協會）                    | 22   |
| 蘇利南（蘇利南全國四十強榜）                    | 2    |
| 瑞典（瑞典最熱榜）                              | 1    |
| 瑞士（瑞士热门音乐榜）                          | 1    |
| 英國（官方榜单公司單曲榜）                      | 2    |
| 烏克蘭（Tophit電台榜）                          | 7    |

| 榜單（2023年）           | 排名 |
| ------------------------ | ---- |
| 獨立國協（Tophit電台榜） | 9    |
| 俄羅斯（Tophit電台榜）   | 15   |
| 烏克蘭（Tophit電台榜）   | 10   |

| 排行榜（2023年）               | 排名 |
| ------------------------------ | ---- |
| 奧地利（Ö3四十強單曲榜）       | 31   |
| 白俄羅斯（TopHit電台榜）       | 25   |
| 比利时佛兰德（Ultratop單曲榜） | 2    |
| 比利時瓦隆（Ultratop單曲榜）   | 2    |
| 丹麥（Tracklisten）            | 57   |
| 愛沙尼亞（TopHit電台榜）       | 81   |
| 法国（法國唱片出版業公會）     | 21   |
| 德國（德國官方榜單）           | 56   |
| 全球（Billboard Global 200）   | 178  |
| 冰島（Plötutíðindi）           | 1    |
| 哈薩克（TopHit電台榜）         | 46   |
| 拉脫維亞（TopHit電台榜）       | 6    |
| 立陶宛（TopHit電台榜）         | 25   |
| 摩爾多瓦（TopHit電台榜）       | 25   |
| 荷蘭（荷蘭四十強單曲榜）       | 8    |
| 荷蘭（百強單曲榜）             | 7    |
| 波蘭（波蘭百大電台榜）         | 28   |
| 波蘭（波蘭百大串流榜）         | 30   |
| 羅馬尼亞（Tophit電台榜）       | 42   |
| 俄羅斯（Tophit電台榜）         | 51   |
| 瑞典（瑞典最熱榜）             | 3    |
| 瑞士（瑞士熱門音樂榜）         | 9    |
| 英國（官方榜單公司單曲榜）     | 84   |
| 烏克蘭（Tophit電台榜）         | 30   |

## 銷量認證
| 國家或地區                                               | 認證    | 認證單位/銷量 |
| -------------------------------------------------------- | ------- | ------------- |
| 比利時（比利時娛樂協會）                                 | 2× 白金 | 80,000‡       |
| 丹麥（國際唱片業協會丹麥分會）                           | 金      | 45,000‡       |
| 法國（法國唱片出版業公會）                               | 鑽石    | 333,333‡      |
| 義大利（義大利音樂產業聯盟）                             | 金      | 50,000‡       |
| 希臘（國際唱片業協會希臘分會）                           | 白金    | 2,000,000†    |
| 波蘭（波蘭音像製造商協會）                               | 3× 白金 | 150,000‡      |
| 葡萄牙（葡萄牙唱片業協會）                               | 白金    | 10,000‡       |
| 西班牙（西班牙音樂製作協會）                             | 白金    | 60,000‡       |
| 瑞士（國際唱片業協會瑞士分會）                           | 金      | 10,000‡       |
| 英國（英国唱片业协会）                                   | 金      | 400,000‡      |
| - ‡僅含認證的串流媒體+實際銷量 - †僅含認證的串流媒體銷量 |         |               |